# Cryptopygus ponticus
Cryptopygus ponticus är en urinsektsart som först beskrevs av Stach 1947.  Cryptopygus ponticus ingår i släktet Cryptopygus och familjen Isotomidae. Inga underarter finns listade i Catalogue of Life.